# Индия Уилкс
Индия Уилкс (англ. India Wilkes) — героиня книги «Унесённые ветром» и одноимённого фильма. Эти произведения искусства стали культовыми. В фильме «Унесённые ветром» роль Индии играет Алисия Ретт, в фильме-продолжении «Скарлетт» — Пиппа Гард.

## Биография
Индия Уилкс — сестра Эшли Уилкса, одного из двух главных героев «Унесённых ветром». Она некрасива и поэтому никак не может заполучить себе поклонника. К тому же ей уже 20 лет — по меркам южан тех времён уже очень солидный возраст. Наконец ей удаётся заключить помолвку со Стюартом Тарлтоном, одним из близнецов Тарлтон. Но у Индии его уводит Скарлетт О’Хара — самая красивая девушка окру́ги. Она же любит Эшли — брата Индии. Эшли согласно семейной традиции женится на своей кузине Мелани Гамильтон. Индия догадывается, что Скарлетт влюблена в Эшли, но не говорит этого. Милочка, сестра Индии, — неумна и дурна собой. Скарлетт уводит у неё жениха, Чарльза Гамильтона; поняв, что не сможет выйти за Эшли, она вступает в поспешный брак с Чарльзом.
В ходе Гражданской войны Индия теряет всё имущество. Её сестра Милочка выходит замуж за янки. Он из хорошей семьи, богат, но Индия его ненавидит за то, что он — северянин. Потом её приглашает к себе жить её дальняя родственница мисс Питтипэтт Гамильтон, и она с радостью переезжает к ней. К этому времени Скарлетт второй раз выходит замуж. После этого во время войны, тогда, когда оставаться в Атланте было опасно, она увозит её с собой в Тару. Она содержит её и во время Реконструкции, поэтому Мелани очень благодарна ей. Индия застаёт Скарлетт обнимающейся с Эшли. Об этом узнают все. Но Мелани не верит этому. Обе они — настоящие леди. К тому же обе они — самые уважаемые дамы в Атланте. Поэтому после их ссоры вся Атланта оказывается расколотой на два лагеря. Члены одного из них поддерживают Индию, другие — Мелани. Однако позже Индия раскаивается. Это происходит после смерти Мелани.

## Характеристика
По свидетельству современников, одним из толчков к возникновению образа Скарлетт О’Хара для Маргарет Митчелл послужил рассказ её приятеля по имени Харви Смит о реальной трагической истории южной красавицы по имени Индия Финч из Алабамы. Её имя впоследствии получила сестра Эшли.
Индия Уилкс — настоящая южная леди. Не сумев рано выйти замуж, Индия, которой нет ещё 30, считается старой девой. Она ненавидит северян и активно поддерживает ку-клукс-клан: «Конечно, мистер Кеннеди в ку-клукс-клане, и Эшли тоже, и все мужчины, которых мы знаем, — выкрикнула Индия. — Они же настоящие мужчины, верно? Притом белые и южане. Вам следовало бы гордиться своим мужем», — говорит она Скарлетт. В фильме её реплики в поддержку клана опущены.
В пародии американской чернокожей писательницы Элис Рэнделл "The Wind Done Gone" присутствует персонаж Чайна Уилкс (англ. China — Китай).